# Eliano Reijnders
Eliano Reijnders (Zwolle, 23 ottobre 2000) è un calciatore olandese naturalizzato indonesiano, difensore del PEC Zwolle.

## Biografia
È fratello minore di Tijjani Reijnders, anch'egli calciatore professionista con cui ha condiviso il percorso nelle giovanili. Ha origini indonesiane per via della madre.

## Carriera
Cresciuto nel settore giovanile di Twente e CSV '28, nel 2016 è stato acquistato dal PEC Zwolle, il principale club della sua città natale. Il 30 marzo 2018 ha firmato il suo primo contratto professionistico ed il 21 ottobre seguente ha ricevuto la prima convocazione con la prima squadra, in occasione del match di Eredivisie contro il Feyenoord.
Il 12 settembre 2020 ha debuttato fra i professionisti subentrando a Mike van Duinen al 73' dell'incontro di campionato perso 2-0 contro il Feyenoord.

## Statistiche
Statistiche aggiornate al 13 gennaio 2021.

### Presenze e reti nei club
| Stagione        | Squadra         | Campionato      | Campionato | Campionato | Coppe nazionali | Coppe nazionali | Coppe nazionali | Coppe continentali | Coppe continentali | Coppe continentali | Altre coppe | Altre coppe | Altre coppe | Totale | Totale | Totale |
| Stagione        | Squadra         | Comp            | Pres       | Reti       | Comp            | Pres            | Reti            | Comp               | Pres               | Reti               | Comp        | Pres        | Reti        | Pres   | Reti   |        |
| --------------- | --------------- | --------------- | ---------- | ---------- | --------------- | --------------- | --------------- | ------------------ | ------------------ | ------------------ | ----------- | ----------- | ----------- | ------ | ------ | ------ |
| 2020-2021       | PEC Zwolle      | ED              | 15         | 2          | CO              | 1               | 0               |                    | -                  | -                  |             | -           | -           | 17     | 2      |        |
| Totale carriera | Totale carriera | Totale carriera | 15         | 2          |                 | 1               | 0               |                    | -                  | -                  |             | -           | -           | 16     | 2      |        |